# (5876) 1990 DM2
Az (5876) 1990 DM2 a Naprendszer kisbolygóövében található aszteroida. Henri Debehogne fedezte fel 1990. február 24-én.